# Johann Gottlieb Fabricius
Johann Gottlieb Fabricius (* 12. Februar 1681 in Schwerin an der Warthe; † 30. Dezember 1741 in Cottbus) war ein vom Pietismus geprägter deutscher evangelischer Theologe und Begründer der niedersorbischen Schriftsprache.

## Leben
Fabricius studierte ab 1697 an den Universitäten Halle und Gießen Evangelische Theologie. Durch Vermittlung des Freiherrn Carl Hildebrand von Canstein, der den Königlich-Preußischen Ober-Jäger-Meister und Kahrener Grundherrn Christian von Pannwitz (1655–1703) in seinem Bemühen um die sorbische Sprache bestärkte, wurde er Anfang des Jahres 1702 auf die unbesetzte Pfarrstelle von Kahren berufen. 1709 wurde er Oberpfarrer in Peitz, 1726 Superintendent in Cottbus.
In seinem Pfarrdorf Kahren richtete Fabricius 1706 mit Hilfe seiner Patronin, der verwitweten Anna Justina von Pannwitz, eine sorbische Druckerei ein, um hier unter Verwendung älterer Übersetzungen niedersorbische Ausgaben von Luthers Kleinem Katechismus (1706) und des Neuen Testaments (1709) herzustellen.

## Ehrungen
In Peitz ist eine Straße nach Fabricius benannt. 2006 wurde eine von Seiten der Stadt Cottbus und der Kirchgemeinde Kahren initiierte Gedenkstele zu seinen Ehren enthüllt.

## Werke
- Habitus Iuris Naturalis Ad Disciplinam Christianorum, Per Aphorismos Aliquot Ostensus In Capite Defensionis Violentae / Praeside Immanuele Webero Phil. & Jur. Utr. Doct. Professor. Publ. Respondens Gottlieb Fabricio, Polono. D. Septembr. MDCIC. (Digitalisat).
- Die Reinigung des Menschen zur Seeligkeit wurde ... nach seel. Absterben des ... Christian von Panwitz, brandenburgischen Oberjägermeisters, 28. Nov. 1703 zu Berlin ... in das ... Erbbegräbnis beygesetzet : in einer ... in der Kahrenschen Kirche gehaltenen Gedächtniß-Predigt / vorgestellet von Gottlieb Fabritio. Berlin 1704.
- D. Martin Luthers sel. Kleiner Catechismus : nebst einem Christlichen Glaubens-Bekäntnüs ... und einer Kurtzen Anleitung zum Wahren Christenthum / in die Wendische Sprache übersetzet/ und ... in öffentlichen Druck gegeben von Gottlieb Fabricio. Cotbus/ Zu finden bey Heinrich Anßhelm Logen/ Buchbinder/ Druckts Andreas Richter, 1706.
- Das Neue/ Testament/ Unsers HErrn/ JEsu Christi / in die Nieder=Lausitzsche/ Wendische Sprache/ übersetzet und zum Drucke befördert/ von/ Gottlieb Fabricio, Predigern in Kahren. Kahren: Joh. Gottlob Richter, 1709. (Digitalisat).